# Tatortreiniger

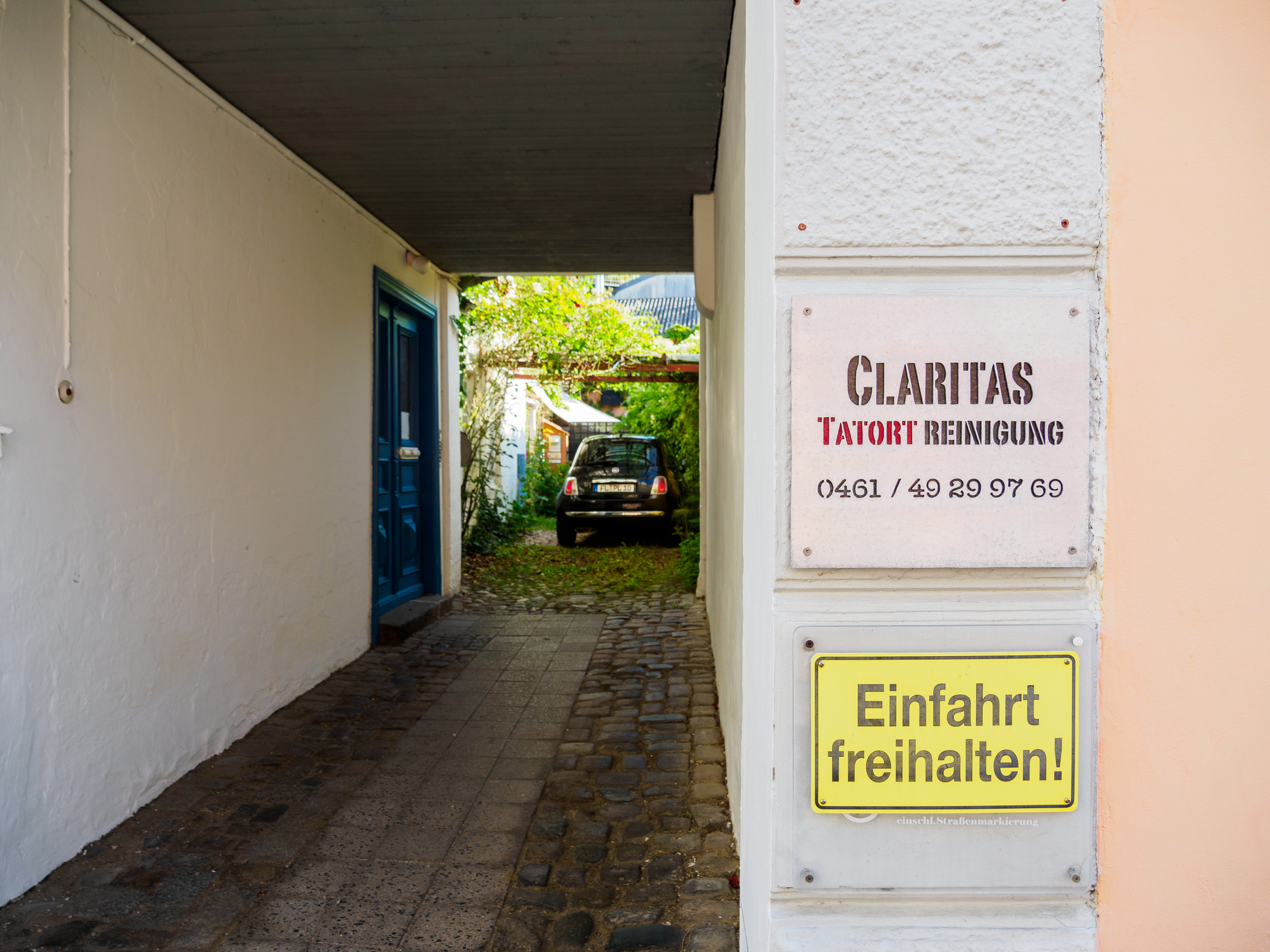
Tatortreiniger in Flensburg

Tatortreiniger sind spezialisierte Gebäudereiniger, die von Wohnungsbesitzern, Hausverwaltungen, Hotels und anderen beauftragt werden, um nach der Freigabe durch die Polizei nach einem Gewaltverbrechen, einem Unfall, einem Suizid oder auch einem natürlichen Todesfall deren Spuren am Ort des Geschehens zu beseitigen. Das umfasst eine vollständige Reinigung. Körperflüssigkeiten und Verwesungsrückstände, Ungeziefer und anderes dergleichen müssen entfernt und eventuelle Beschädigungen dokumentiert werden. Besonders bei langen Liegezeiten eines Verstorbenen sind oft Gegenstände wie Sessel, Betten, Teppiche in der unmittelbaren Umgebung der Leiche stark beeinträchtigt und nur mit speziellen und aufwendigen Reinigungsverfahren wieder in einen hygienisch einwandfreien und benutzbaren Zustand zu versetzen, sofern das überhaupt möglich ist.
In Deutschland ist Tatortreiniger kein eigener Ausbildungsberuf. Die jeweiligen Unternehmen gehören, je nach dem weiteren Leistungsangebot, entweder zur Gebäudereinigungs- oder der Desinfektionsbranche. Einen festgelegten Ausbildungsweg gibt es nicht. Gebäudereiniger können sich in Weiterbildungen zum staatlich geprüften Desinfektor ausbilden lassen. Von einzelnen Unternehmen werden auch direkt Ausbildungen zum „Gebäude-, Glas- und Tatortreiniger“ angeboten.
Zum Berufsbild gehören Kenntnisse und Beherrschung des Infektionsschutzes, der Desinfektion und der entsprechenden gesetzlichen Bestimmungen sowie die sachgerechte Entsorgung von unbrauchbar gewordenen Gegenständen sowie der richtige Umgang mit Atemschutzmasken und Schutzkleidung.